# 胡西园

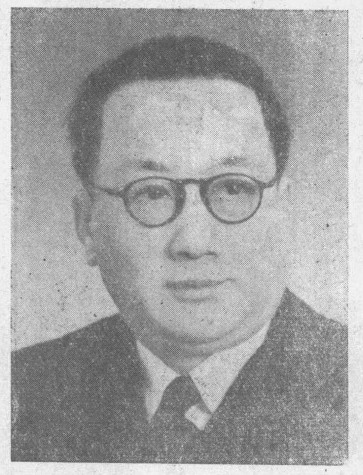
中國當代名人傳的胡西園肖像

胡西园（1900年—1981年4月18日），实业家、发明家、工程师。他制造出中国第一个自制灯泡，创办中国第一家灯泡厂，被誉为“中国灯泡之父”、“中国电光源之父”和“中国照明电器工业的开拓者”。浙江宁波镇海人。

## 生平
1897年出生于镇海一个比较富裕的家庭。镇海县立中学（现镇海中学）毕业，考入浙江高等工业学校电机系学习。1921年，他研制出中国第一只白炽灯泡。1923年，同德国人亚浦耳（Opel）合作，共同研究制造电灯泡，并共同创立亚浦耳电器厂。1925年，亚浦耳回德国，胡西园任公司总经理兼总工程师，包揽了全厂业务和主要工程制造技术，并与外资产品激烈竞争，终力挫美国产品。
抗日战争时期，为避战火，工厂迁往大后方（重庆）。1945年抗战胜利后，工厂迁回上海，胡西园主持制造出价廉长丝灯泡，耐用灯泡，并积极研制新光源。
1950年，胡西园主持生产出中华人民共和国第一批日光灯。

## 相关书籍
《追忆商海往事前尘——中国电光源之父胡西园自述》，中国近代工商经济丛书 ，中国文史出版社